# Cyrtopodion sagittiferum
Cyrtopodion sagittiferum este o specie de șopârle din genul Cyrtopodion, familia Gekkonidae, descrisă de Nikolsky 1900.
Este endemică în Iran. Conform Catalogue of Life specia Cyrtopodion sagittiferum nu are subspecii cunoscute.